# Apus affinis
Il rondone minore o rondone indiano (Apus affinis (J.E.Gray, 1830) è un uccello appartenente alla famiglia Apodidae, diffuso in Africa e Asia.

## Descrizione
Questo rondone di 12-13,5 cm di lunghezza e apertura alare di 32-34 cm è molto simile al rondone cafro (Apus caffer), soltanto che è più chiaro ed ha una coda più squadrata. Il verso simile a quello del rondone comune (Apus apus). Come il rondone cafro possiede un groppone bianco.

## Biologia

### Alimentazione
Si nutre di insetti che cattura in volo.

### Riproduzione
Nidifica in città, rocce e grotte, solitamente in colonie. Il nido è a semicoppa, oppure un nido abbandonato dalle rondini.

## Distribuzione e habitat
È presente in India, Pakistan, Tunisia e a sud del Sahara. Ne è stata accertata la presenza anche in Corsica e sembra che abbiano nidificato pure in Spagna le sottospecie Apus affinis affinis e Apus affinis galileiensis, mentre per il resto dell'Europa risulta accidentale.